# Monika Peitsch
Monika Sybill Peitsch (* 23. Dezember 1936 in Zeitz) ist eine deutsche Schauspielerin und Synchronsprecherin.

## Leben
Die in Zeitz geborene und in Berlin aufgewachsene Monika Peitsch absolvierte zunächst eine Ausbildung als Zahnarzthelferin. Gleichzeitig sammelte sie als Statistin am Berliner Hebbel-Theater erste Bühnenerfahrungen. Schließlich nahm sie auf Anraten von Erik Ode bei Marlise Ludwig Schauspielunterricht. 1960 wurde sie von Boleslaw Barlog ins Ensemble des Berliner Schillertheaters geholt, für das sie bis 1965 auf der Bühne stand. 

Es folgten zahlreiche weitere Bühnenengagements, u. a. in Hamburg und mehreren Tournee-Theatern.
1956 bewarb sich Monika Peitsch für die weibliche Hauptrolle in dem Spielfilm Die Halbstarken. Sie kam zwar in die engere Wahl, die Rolle der Sissy Bohl ging jedoch an Karin Baal.  Den Durchbruch schaffte sie 1963 mit ihrer Rolle neben Hanns Lothar im Fernsehspiel Kleider machen Leute. Einem breiten Publikum wurde sie 1965 durch die Fernsehreihe Die Unverbesserlichen als Inge Meysels Tochter bekannt, die sie in sechs Fortsetzungen verkörperte. In dieser Zeit spielte sie auch einige größere Filmrollen. So im Jürgen-Roland-Krimi Vier Schlüssel (1965), in Schonzeit für Füchse (1965), im Krimi Hotel der toten Gäste (1965) und in Der Bucklige von Soho (1966), aber eine Filmkarriere entwickelte sich nicht. Beim Fernsehen dagegen war sie bald eine gefragte Hauptdarstellerin für Literaturverfilmungen wie Einladung ins Schloss nach Jean Anouilh (Regie: Helmut Käutner) oder in der Kriminalkomödie Der Mann, der den Eiffelturm verkaufte. Sie war auch als Gast in Fernsehkrimis gefragt. Besonders populär war sie als Agentin Conny in Okay S.I.R. In dieser Krimiserie löste sie gemeinsam mit Anita Kupsch zwischen 1972 und 1974 32 Fälle unter Einsatz von Kombinationsgabe und weiblichen Reizen.
Mitte der 1970er Jahre zog sie sich nach der Geburt ihres Sohnes für einige Zeit bis auf einige Ausnahmen ins Privatleben zurück.
Ab Anfang der 1980er Jahre spielte sie wieder Theater und beim Fernsehen. Beim Theater blieb sie ein Star. Beim Fernsehen allerdings spielte sie jetzt meist große Nebenrollen, so im Mehrteiler Mathias Sandorf nach Jules Verne, als Mörderin in Francis Durbridges Plötzlich und unerwartet, in Liebesdramen (mehrere Produktionen nach Rosamunde Pilcher) und Satiren wie den Schulz & Schulz-Komödien mit Götz George. Neben diversen Gastrollen in Serien war sie in den Fernsehserien Das Erbe der Guldenburgs und Die Insel jeweils in einer durchgehenden Nebenrolle zu sehen.
Ferner lieh Monika Peitsch ihre Stimme in der Synchronisation prominenten Schauspielkolleginnen wie Claudia Cardinale, Doris Day und Audrey Hepburn und übernahm darüber hinaus Rollen in Hörspielproduktionen wie Die drei ??? und Perry Rhodan.
2015 gab sie an, sich vom Schauspielberuf zurückgezogen zu haben. Mit dem Architekten Sven Hansen-Höchstädt ist sie seit 1979/80 liiert und seit 2017 verheiratet. Nach 25 Jahren in Hamburg zog sie mit ihm 2002 nach München. Der Bildhauer Peter Hohberger schuf eine Porträtbüste von ihr.

## Filmografie (Auswahl)
- 1957: Einmal eine große Dame sein
- 1957: Acht Mädels im Boot
- 1958: Und abends in die Scala
- 1958: Gestehen Sie, Dr. Corda!
- 1958: Scala – total verrückt
- 1958: Ihr 106. Geburtstag
- 1959: Unser Wunderland bei Nacht
- 1959: Was eine Frau im Frühling träumt
- 1963: Kleider machen Leute
- 1964: Hafenpolizei – Folge: Die Dame aus Hongkong
- 1965: Hotel der toten Gäste
- 1965: Das Kriminalmuseum – Folge: Der Brief
- 1965: Die fünfte Kolonne – Folge: Tivoli
- 1965: Die Unverbesserlichen
- 1965: Die Chinesische Mauer
- 1966: Die Unverbesserlichen – Nichts dazugelernt
- 1966: Schonzeit für Füchse
- 1966: 4 Schlüssel
- 1966: Der Bucklige von Soho
- 1967: Die Unverbesserlichen und ihr Optimismus
- 1967: Nathan der Weise
- 1967: Das Kriminalmuseum – Folge: Die Zündschnur
- 1967: Rheinsberg
- 1968: Das Kriminalmuseum – Folge: Der Bohrer
- 1968: Kirschen für Rom
- 1968: Die Unverbesserlichen und ihre Sorgen
- 1969: Mord nach der Oper
- 1969: Die Unverbesserlichen und ihre Menschenkenntnis
- 1969: Dr. med. Fabian – Lachen ist die beste Medizin
- 1969: Der Kommissar – Folge 5: Ein Mädchen meldet sich nicht mehr
- 1970: Die Unverbesserlichen und die Liebe
- 1970: Der Mann, der den Eiffelturm verkaufte
- 1971: Die Unverbesserlichen und ihr Stolz
- 1972: Dem Täter auf der Spur – Folge: In Schönheit sterben
- 1973–1974: Okay S.I.R. (Fernsehserie, 32 Folgen)
- 1973: Graf Luckner (Les Aventures du capitaine Lückner)
- 1975: Beschlossen und verkündet – Folge: Schrift ist Gift
- 1979: Mathias Sandorf
- 1980: Felix und Oskar
- 1985: Plötzlich und unerwartet
- 1985: Marie Ward – Zwischen Galgen und Glorie
- 1987–1990: Das Erbe der Guldenburgs (Fernsehserie, 23 Folgen)
- 1987: Das Traumschiff – Mexiko
- 1987: Die Insel (Fernsehserie, 6 Folgen)
- 1991: Die Männer vom K3 – Folge: Narkose fürs Jenseits (Fernsehserie)
- 1991–1992: Schulz & Schulz (Fernsehserie, 2 Folgen)
- 1992: Glückliche Reise
- 1993: Der Millionenerbe
- 1994: Großstadtrevier – Ellens Abschied (1) und Ellens Abschied (2) (Fernsehserie)
- 1995: Rosamunde Pilcher: Wechselspiel der Liebe
- 1996: Mensch, Pia!
- 1997–2004: Evelyn Hamanns Geschichten aus dem Leben (Fernsehserie, vier Folgen)
- 1997: girl friends – Freundschaft mit Herz
- 1997: Guppies zum Tee
- 1998: Anitas Welt – Die Wohltat
- 1998: Das Glück wohnt hinterm Deich
- 2000: Herzschlag – Das Ärzteteam Nord – Der letzte Wille
- 2001: Herzstolpern (Fernsehfilm)
- 2002: Bronski & Bernstein – Geisterstunde
- 2002: Rosamunde Pilcher – Bis ans Ende der Welt
- 2004: Der Traum vom Süden
- 2005: In aller Freundschaft – Im Labyrinth
- 2005: Neue Freunde, neues Glück
- 2005: Das Haus der Harmonie
- 2005–2008: Fünf Sterne (Fernsehserie, 19 Folgen)
- 2007: Im Tal der wilden Rosen – Vermächtnis der Liebe
- 2007: Die Zürcher Verlobung
- 2008: Rosamunde Pilcher – Herzen im Wind
- 2010: Pfarrer Braun – Kur mit Schatten
- 2010: Rosamunde Pilcher – Flügel der Liebe

## Hörspiele
- 1962: Rolf Ulrici: Die Oder gluckste vor Vergnügen – Regie: Erich Köhler
- 1962: Peter Hirche: Lehmann – Regie: Hans Bernd Müller
- 1964: Helmut Weiss, Fritz von Woedtke: Sophienlund – Regie: Erich Köhler
- 1965: Franz Hiesel: Von Hoffnung zu Hoffnung – Regie: Heinz-Günter Stamm
- 1968: Aldo Nicolaj: Die Welt des Wassers – Bearbeitung und Regie: Erich Köhler
- 1968: Christoph Buggert: Auslandsgespräch – Regie: Heinz-Günter Stamm
- 1969: James Hadley Chase: Alibi auf Tonband – Regie: Heinz-Günter Stamm
- 1970: Charles Maître: Corpus delicti – Regie: Heinz-Günter Stamm
- 1972: Mischa Mleinek: Die letzte harte Rechnung – Regie: Heinz-Günter Stamm
- 1973: Kelley Roos: Freundin in allen Todeslagen (2 Teile) – Regie: Heinz-Günter Stamm
- 1974: Avery Hopwood: Seinerzeit ausverkauft: Der Mustergatte – Regie: Heinz-Günter Stamm
- 1975: Hans Kasper: Das fremde Telefon – Regie: Reiner Kellerer
- 1977: Fay Weldon: Die Frau des Doktors – Regie: Heinz-Günter Stamm
- 1980: Günter Herburger: Thuja – Regie: Manfred Marchfelder

## Auszeichnungen
- 1970 Bambi
- 1973 Silberner Bravo Otto